# 典藏台灣史
《典藏台灣史》是中華民國史學家張炎憲規劃的通史套書，共7本，皆由玉山社出版。本套書強調台灣主體意識，希望深化大眾對台灣歷史的認識，進一步提升對台灣的認同。

## 史前人群與文化
本書作者為國立成功大學考古學研究所所長劉益昌。劉受訪表示，綜觀國中小甚至高中教材，史前人類相關的章節本就不長，又受制於文字紀錄的窠臼。梳理不同時代、環境中不同族群留下的足跡，既可補足文字紀錄的不足，更能糾正漢人史觀之狹隘觀點。
全書共五章，從島嶼及環境開展台灣史前時期的論述。

## 台灣原住民史
本書作者為中央研究院台灣史研究所副研究員詹素娟，著重在臺灣原住民族，卻不同於教科書對特定部族或單一事件的切入敘述，共十三章。

## 大航海時代
本書作者為國立暨南國際大學歷史學系教授林偉盛，全書共七章。

## 漢人社會的形成
納入大清帝國統治範圍的台灣，漢人移墾不僅改變了地貌，也改變了原住民族固有的生活型態，兩邊交融出全新的文化。全書共五章，試從官方施政架構之外，由宗教、風俗等角度窺視台灣文化的特色與多元性。
本書由前長榮大學人文社會學院院長溫振華及國立政治大學台灣史研究所退休教授戴寶村合著。

## 19世紀強權競逐下的台灣
本書作者為淡江大學文學院院長林呈蓉，全書共六章。

## 台灣人的日本時代
台灣在1895年後成為大日本帝國的殖民地，初期雖曾遭遇激烈抵抗，但以總督府為中心的統治體制仍快速建立起來，並推動現代化的建設與開發，人民的生活與思想也隨之產生巨變。
本書作者為國立臺北教育大學台灣文化研究所教授何義麟及國立臺灣師範大學台灣史研究所兼任教授蔡錦堂，全書共五章，試從政治、經濟、教育、宗教等層面探討大日本帝國對台政策，和台灣社會的發展及變化、人民心態的矛盾，並對這段史實提出評斷。何義麟主筆第一至第三章，蔡錦堂主筆第四至第五章。

## 戰後台灣史
本書以二戰後被國民政府接管的台灣為重心，參照各種史料，詳述戰後七十幾年台灣的重大事件，並檢視社會因為政治、經濟發展的變遷。包含從蔣氏父子主導的威權統治時期到1990年代民主政治的轉型與落實。
本書為國立臺北教育大學台灣文化研究所名譽教授李筱峰及前國立政治大學文學院院長薛化元合著，共六章。兩人探討台灣政經生態對社會帶來影響，且進一步論及台灣主體性的建構與形成，與現今台灣史的熱門研究方向相較，別出心裁。李筱峰主筆第一章一至四節，薛化元主筆第一章第五節至第六章。